# Haig (whisky)
Pour les articles homonymes, voir Haig.

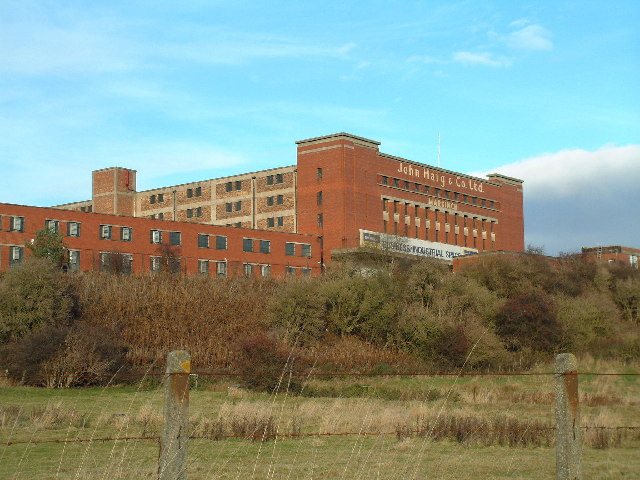
Ancien siège à Markinch.

Haig ( /h eɪ ɡ / ) est une marque de whisky écossais, fabriqué à l'origine par John Haig & Co Ltd. La marque et sa distillerie d'origine[pas clair] font désormais partie de Diageo, la plus grande société de spiritueux au monde et un important producteur de bière,.

## Gamme
Haig propose quatre whiskies :
- Haig Club, décrit comme "léger et sucré", présenté dans une bouteille rectangulaire bleue. Il a été lancé en 2014 en tant que Whisky de grain sans indication d'âge, en association avec David Beckham et Simon Fuller[3],[4]. Les spiritueux du Haig Club proviennent de la distillerie Cameronbridge.
- Haig Gold Label, dans une bouteille ronde à épaules basses ;
- Haig Dimple, un assemblage plus onéreux avec « une influence maltée plus lourde des whiskies Glenkinchie et Linkwood », étiqueté 15 ans, dans la bouteille à trois côtés à fossettes ;
- Haig et Haig Dimple Pinch, la version américaine de Haig Dimple[5],[6].

## Histoire

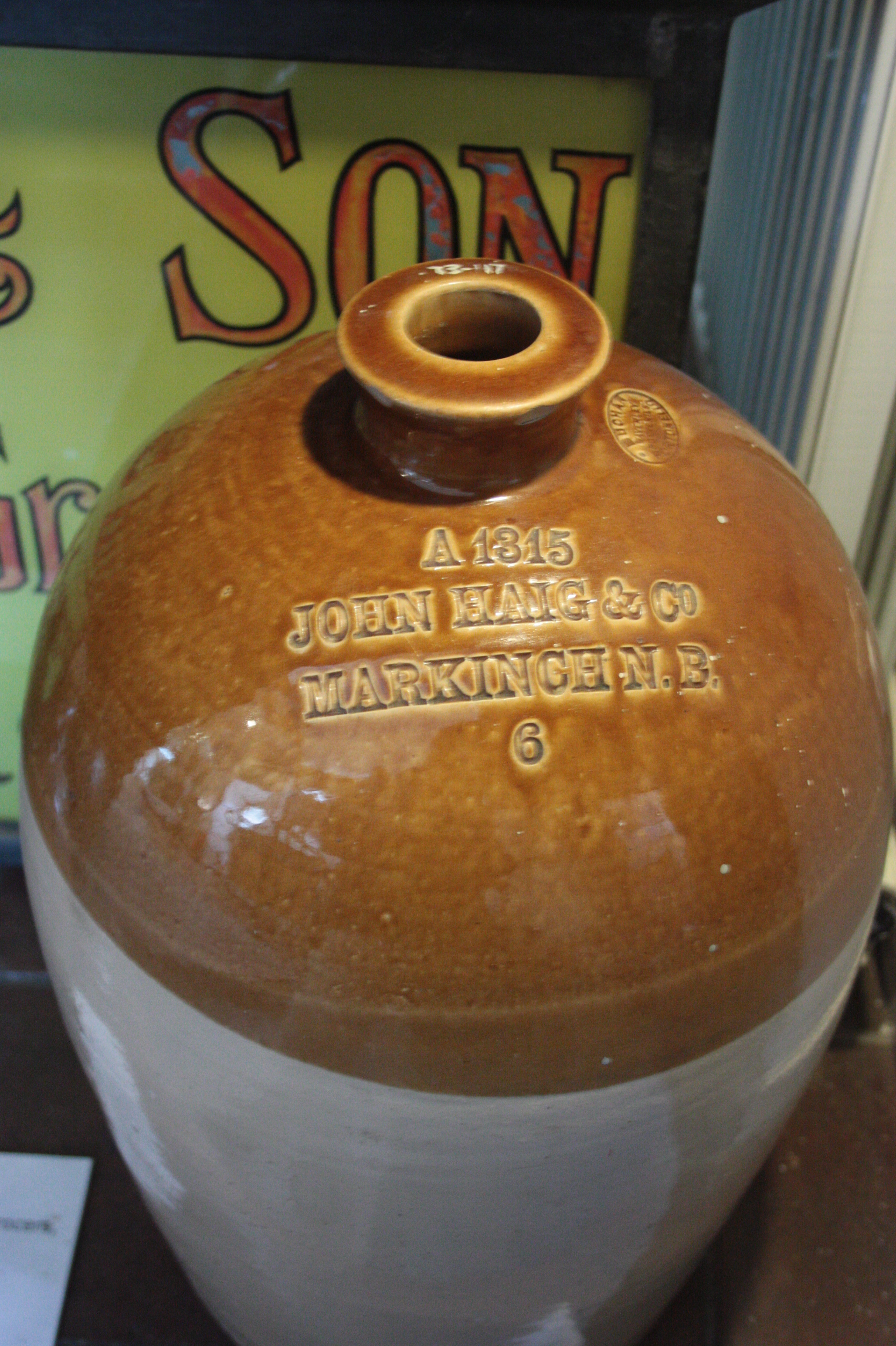
Un flacon de whisky John Haig de Markinch, Fife Folk Museum.

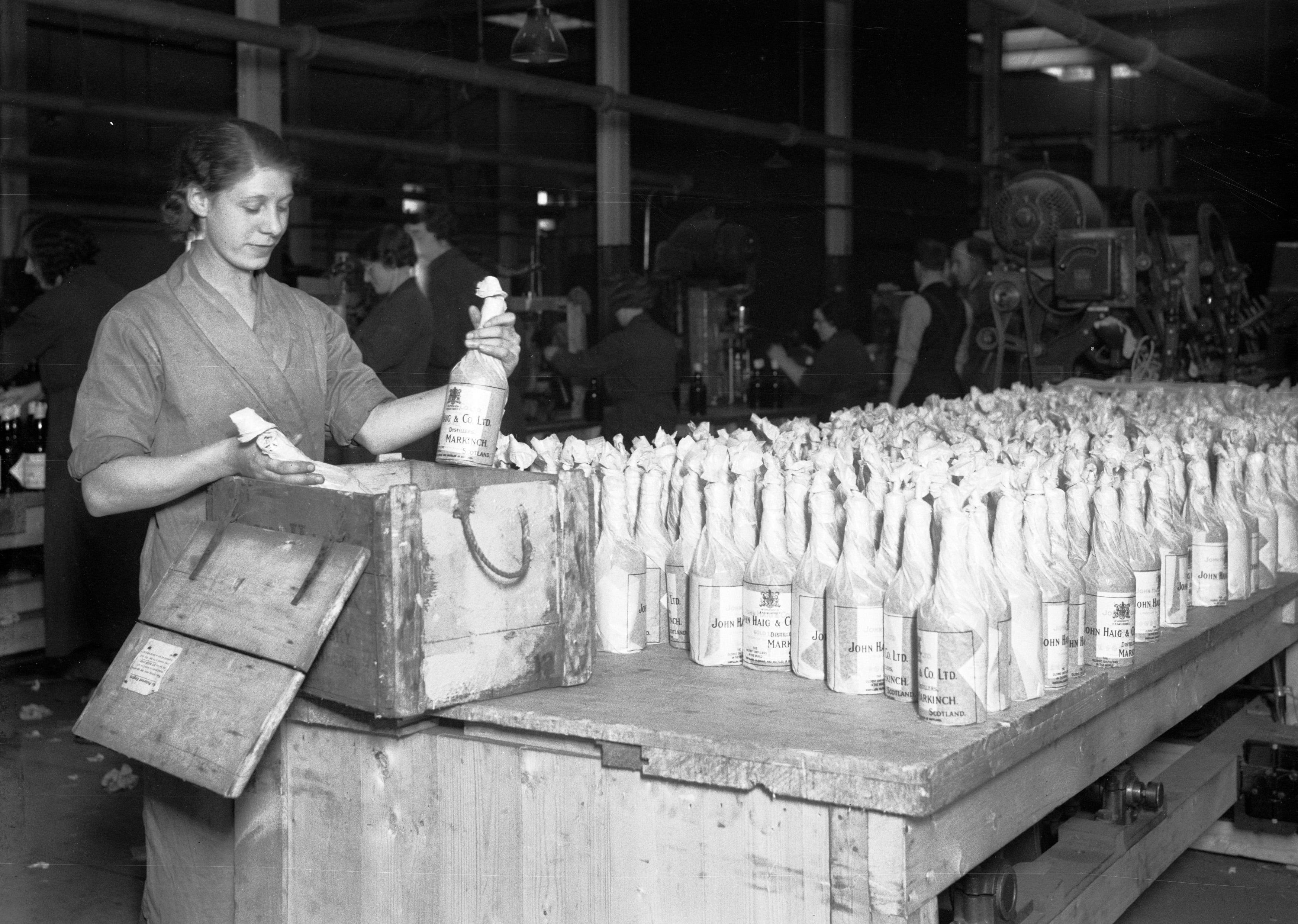
Mise en caisse de bouteilles de whisky John Haig & Co., en 1934. Photographie : Willem van de Poll.

Kane McKenzie Haig fonde une distillerie au début des années 1720 dans les Kennetpans près de Stirling, qui est devenue la plus grande distillerie d'Écosse en 1733. Elle a été qualifiée de première distillerie commerciale au monde. Stein avait repris des terres et des opérations de distillation dans un monastère local (la distillerie de Stein est maintenant en ruine et une levée de fonds a été tentée au début de 2015 dans le but d'essayer de préserver ses restes).
Robert Haig était distillateur au début des années 1600 et membre de la famille écossaise, le clan Haig (en). Son arrière-petit-fils Kane McKenzie Haig, qui vivait dans la région de Kennetpans, épouse Margaret Stein de la famille Stein en 1751 et fonda la société connue sous le nom de John Haig & Co.
Leur fille, également nommée Margaret, épouse un avocat local, John Jameson d'Alloa, en 1788. Lors du mariage, John et Margaret Jameson déménagent à Dublin pour diriger une nouvelle distillerie de la famille Stein à Bow Street qui avait été inaugurée en 1780. Contrairement à la croyance populaire, la société Jameson Irish Whiskey n'a pas été fondée en 1780, mais en 1810 lorsque John Jameson a acheté la distillerie aux cousins de sa femme, les Steins. La distillerie Jameson originale de Bow Street abrite maintenant le Jameson Visitor Center. Les familles Stein, Haig et Jameson ont été des figures importantes du marché du whisky à partir de cette époque.
Une distillerie Haig, maintenant connue sous le nom de distillerie Cameronbridge, est fondée en 1824,. En 1830, elle est devenue la première distillerie à produire du whisky de grain en utilisant la méthode de l'alambic à colonne inventée par Robert Stein en 1826 (avant le perfectionnement développé par Aeneas Coffey).
John Haig & Co. fusionne par la suite avec la Distillers Company Limited (DCL) en 1877 qui fusionne elle-même avec John Walker & Son et Buchanan-Dewar en 1925. Ce groupe est ensuite acquis par Guinness en 1986 qui l'incorpore dans sa filiale United Distillers en 1987. Guinness fusionne ensuite avec Grand Metropolitan pour former Diageo en 1997.
La plupart des variétés actuelles de la marque Haig sont produites à partir de spiritueux des distilleries de Diageo Glenkinchie et de Linkwood.

## Conception de bouteille
À partir des années 1890, Haig est embouteillé dans une bouteille à trois côtés avec des côtés alvéolés,. La bouteille est déposée en tant que marque aux États-Unis en 1958 par Julius Lunsford. Ce design et celui de la bouteille de Coca-Cola, également enregistré par Lunsford, sont les deux premiers modèles de bouteilles à figurer dans le registre principal du United States Patent and Trademark Office.

## Slogans
L'un de leurs slogans publicitaires parmi les plus connus était Don't be vague, ask for Haig (« Ne soyez pas vague, demandez Haig »).
Un autre était An inch of Pinch, please! (« Un pouce de Pinch, s'il vous plaît ! »),.